# Cooper-Schneefeld
Das Cooper-Schneefeld ist ein 40 km² großes Schneefeld in der antarktischen Ross Dependency. In den Churchill Mountains wird es auf 1200 m Höhe eingekreist durch Mount Bevin, Mount Field, Mount Durnford und Mount Liard.
Das Advisory Committee on Antarctic Names benannte das Schneefeld im Jahr 2003 nach dem Geophysiker Alan K. Cooper vom United States Geological Survey, der zwischen 1984 und 2002 am antarktischen Kontinentalrand Bohrstudien und seismische Untersuchungen zur Paläoklimatologie und Geschichte des Eisschilds betrieben hatte.